# توم كينغ (كاتب)
توم كينغ (بالإنجليزية: Tom King)‏‏ (15 يوليو 1978 في واشنطن - ) كاتب قصص مصورة، وروائي من الولايات المتحدة.

## الجوائز
- جائزة إيسنر